# Lagerphone Island
Lagerphone Island ist eine Insel vor der Ingrid-Christensen-Küste des ostantarktischen Prinzessin-Elisabeth-Lands. Sie ist die zweitgrößte der Svennerøyane in der Prydz Bay.
Das Antarctic Names Committee of Australia benannte sie 2021 nach einem traditionellen englischen Instrument (auch bekannt als englisch monkey stick, in etwa vergleichbar mit dem Schellenbaum) und erinnerte damit an die Tradition des Musizierens und Singens bei Antarktisexpeditionen zur Aufrechterhaltung des Gemeinschaftssinns ihrer Teilnehmer.